# Gubberedsjö
Gubberedsjö är en sjö i Varbergs kommun i Halland och ingår i Himleåns huvudavrinningsområde. Sjön har en area på 0,135 kvadratkilometer och ligger 62 meter över havet.

## Delavrinningsområde
Gubberedsjö ingår i det delavrinningsområde (634252-129842) som SMHI kallar för Ovan Stenån. Medelhöjden är 89 meter över havet och ytan är 28,73 kvadratkilometer. Räknas de 7 avrinningsområdena uppströms in blir den ackumulerade arean 46,12 kvadratkilometer. Avrinningsområdets utflöde Himleån mynnar i havet. Avrinningsområdet består mestadels av skog (64 procent) och jordbruk (22 procent). Avrinningsområdet har 0,87 kvadratkilometer vattenytor vilket ger det en sjöprocent på 3 procent. Bebyggelsen i området täcker en yta av 0,35 kvadratkilometer eller 1 procent av avrinningsområdet.